# Thasopoula
Thasopoula (en griego: Θασοπούλα, romanizado: Thasopoúla) es un islote rocoso en el norte de Grecia, en el mar de Tracia. Está situada frente al delta del río Nestos, aproximadamente en la mitad de la parte oriental del canal de Thasos, entre Thasos y las costas de Kavala. Tiene una superficie de 0,716 km², mientras que su pico más alto alcanza los 111 metros.  El islote está deshabitado. Se encuentra a 15 millas náuticas de Kavala y cuenta con tres playas.
En la zona hay colonias de gaviotas, cormoranes (Phalacrocorax carbo) y garzas, el islote está cubierto de maquia mediterránea. 
La "Asociación de Nadadores de Invierno y Deportes Acuáticos de Keramoti" organiza cada año una carrera en mar abierto de una distancia total de 2,4 kilómetros, que comienza en Keramoti y termina en Thasopoula.  
Thasopoula es una de las 30 pequeñas islas que el Estado helénico tiene previsto arrendar a particulares a través del Fondo de Desarrollo de la Propiedad Privada del Estado por un período de 50 años. 

## Fotos

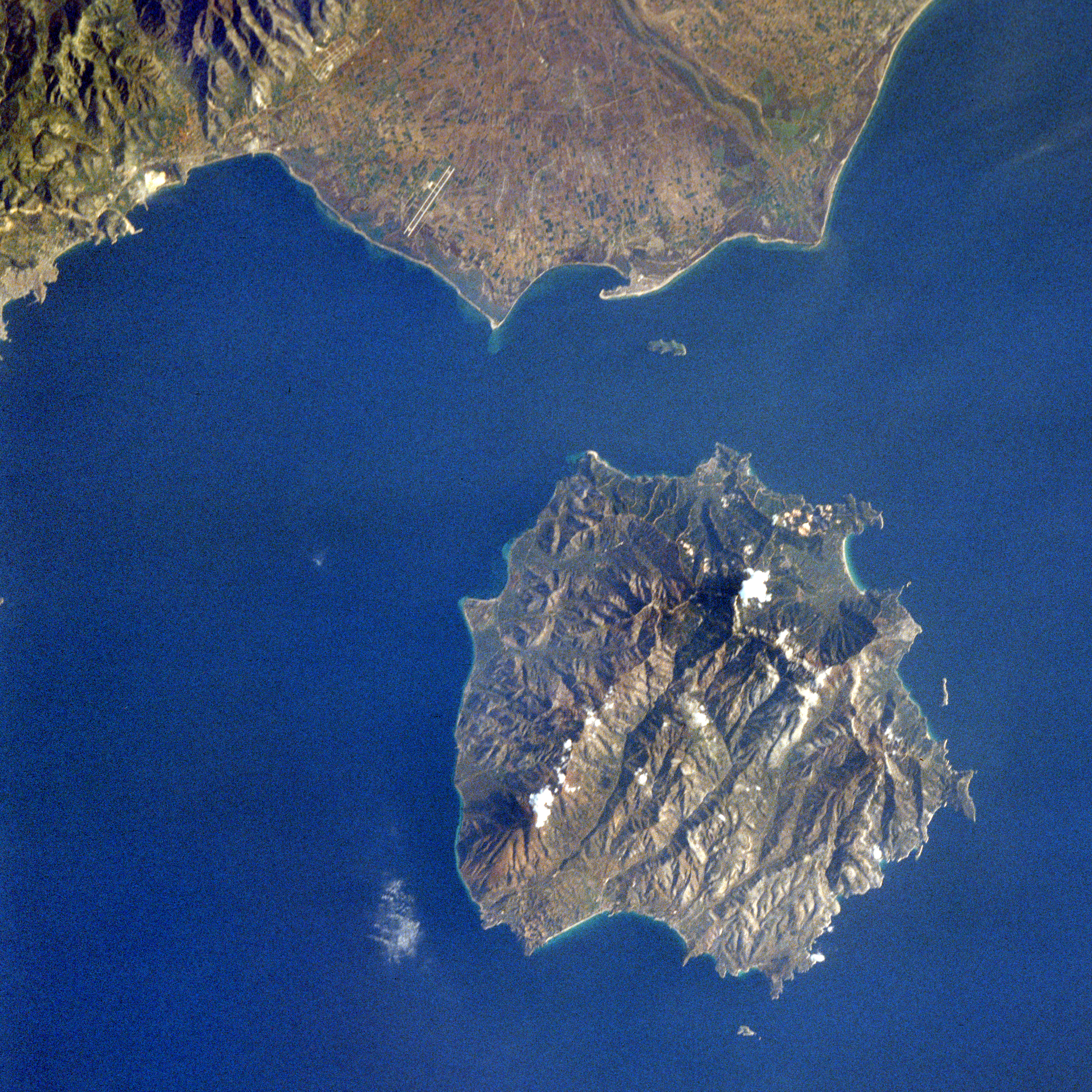
Al noreste de la isla de Thasos, se puede ver el lote de Thasopoula.
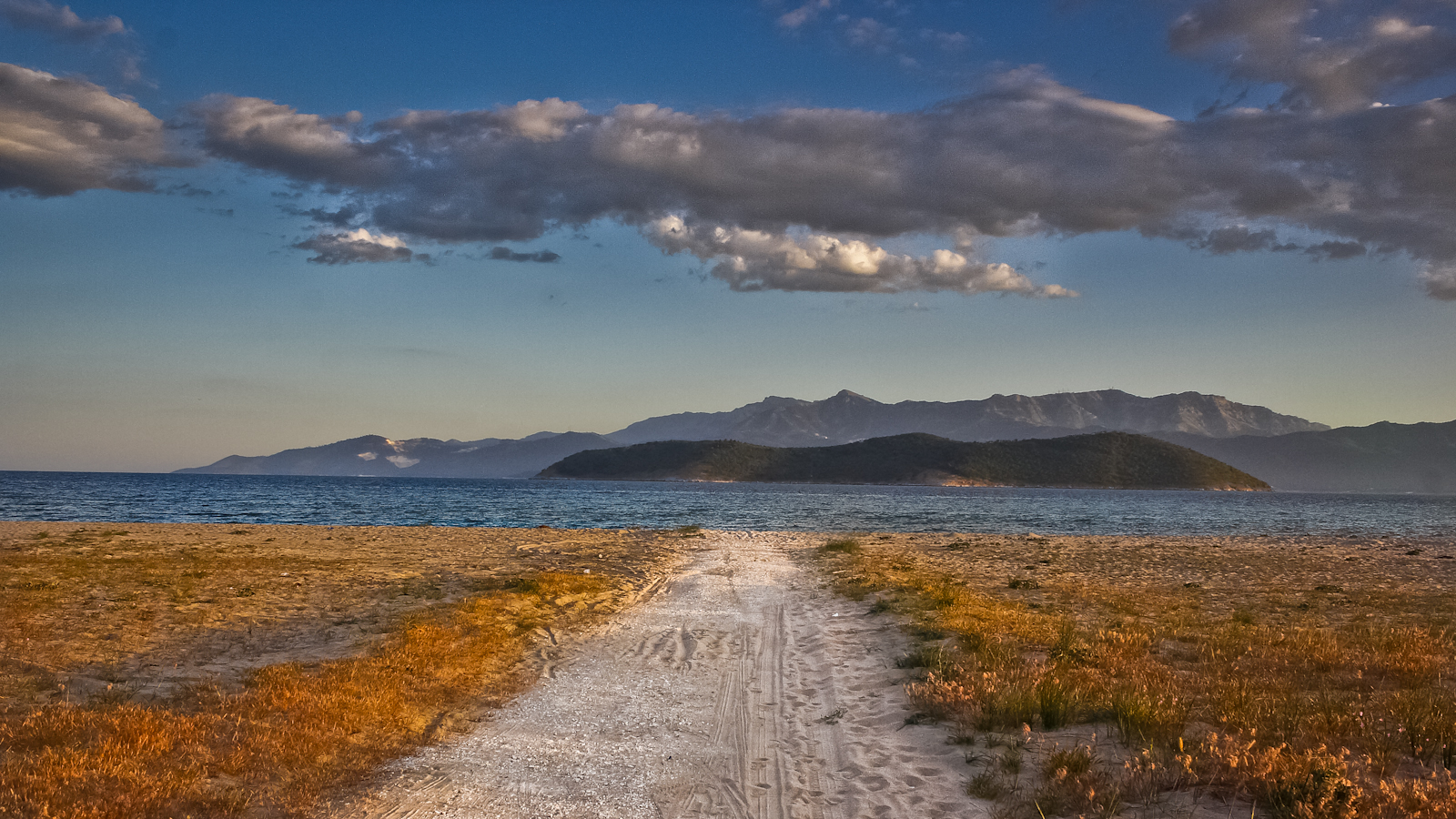
Thasopoula (en primer plano) y Thasos continental, visto desde Keramoti